# Gnaphalopoda porcata
Gnaphalopoda porcata är en skalbaggsart som beskrevs av Fauvel 1903. Gnaphalopoda porcata ingår i släktet Gnaphalopoda och familjen Melolonthidae. Inga underarter finns listade i Catalogue of Life.